# Bubbelsjöpung
Bubbelsjöpung (Aplidium pallidum) är en sjöpungsart som först beskrevs av Addison Emery Verrill 1871.  Bubbelsjöpung ingår i släktet Aplidium och familjen klumpsjöpungar. Enligt den svenska rödlistan är arten otillräckligt studerad i Sverige. Arten förekommer i Götaland. Artens livsmiljö är havet. Inga underarter finns listade.